# Hillary Monahan
Hillary Monahan ist eine US-amerikanische Autorin.  Ihre Arbeit umfasst Jugendbücher, Horror, Urban Fantasy und Liebesromane. Sie veröffentlicht ihre Romane auch unter den Pseudonymen Eva Darrows und Thea de Salle.

## Leben und Wirken
Monahan bezeichnete sich selbst in erster Linie als Autorin von Horrorromanen. Ihr fünfter Jugendroman The Hollow Girl wurde von ihren Welsh-Romani-Wurzeln inspiriert.
Unter ihrem Namen erschien ihr erster Jugendroman  Mary: The Summoning als erster Roman einer Reihe. Er wurde 2014 von Disney-Hyperion veröffentlicht und landete auf Platz 2 der Bestsellerliste der New York Times. Eine Fortsetzung, MARY: Unleashed, wurde im Jahr 2015 veröffentlicht. Monahans Fantasy-Debüt für Erwachsene Snake Eyes ist der dritte Roman der Gods & Monsters-Reihe und wurde 2016 veröffentlicht. Die Veröffentlichung ihres fünften Jugendromans The Hollow Girl erfolgte 2017.
Monahan wird auch eine Kurzgeschichte zu His Hideous Heart beitragen – eine 2019 erschienene Anthologie von Nacherzählungen von Edgar-Allan-Poe-Geschichten bei Flatiron Books.

### Veröffentlichungen unter Pseudonym
Unter dem Pseudonym Eva Darrows wurde 2015 der Jugendroman The Awesome veröffentlicht. Der Roman erhielt eine Sternebewertung von Publishers Weekly.
Monahans erster Liebesroman für Erwachsene ist Teil einer Trilogie, NOLA Nights, die mit The King of Bourbon Street beginnt. Das Buch wurde 2017 von Pocket Star unter dem Pseudonym Thea de Salle veröffentlicht.

## Bibliographie

### Als Hillary Monahan
- Bloody Mary Serie

1. Mary: The Summoning, Disney-Hyperion, 2014
2. Mary: Unleashed, Disney-Hyperion, 2015

- The Hollow Girl, Delacorte Press, 2017
- Gods & Monsters
- Snake Eyes, Abaddon, 2016

### Als Eva Darrows
- The Awesome, Ravenstone, 2015
- Dead Little Mean Girl, Harlequin Teen, 2017
- Belly Up, Inkyard Press, 2019

### Als Thea De Salle
- NOLA Nights Serie

1. The King of Bourbon Street, Pocket Star, 2017
2. The Queen of Dauphine Street, Pocket Star, 2017
3. The Lady of Royale Street, Pocket Star, 2017